# Хутірська сільська рада (Петриківський район)
| Хутірська сільська рада — колишній орган місцевого самоврядування у Петриківському районі Дніпропетровської області з адміністративним центром у с. Хутірське. Сільській раді підпорядковані населені пункти: - с. Хутірське |

## Склад ради
Рада складається з 16 депутатів та голови.

## Керівний склад сільської ради
| ПІБ                                | Основні відомості                                                                       | Дата обрання | Дата звільнення |
| ---------------------------------- | --------------------------------------------------------------------------------------- | ------------ | --------------- |
| Чернуський Володимир Олександрович | Сільський голова, 1968 року народження, освіта, член Партії регіонів                    | 26.03.2006   | 31.10.2010      |
| Чернуський Володимир Олександрович | Сільський голова, 1958 року народження, освіта середня спеціальна, член Партії регіонів | 31.10.2010   |                 |

Примітка: таблиця складена за даними джерела